# Paul Fitzpatrick Russell
Paul Fitzpatrick Russell (né le 2 mai 1959) est un prélat américain de l'Église catholique, nommé évêque auxiliaire de l'archidiocèse de Détroit en mai 2022. Il est précédemment nonce apostolique en Turquie (en), au Turkménistan (en) et en Azerbaïdjan (en) et chef de la mission diplomatique à Taïwan (en). Conformément à ces fonctions, il porte le titre personnel d'archevêque.

## Biographie

### Formation
Paul Russell est né le 2 mai 1959 à Greenfield, Massachusetts d'Isabelle Fitzpatrick et de Thaddeus Russell. La famille vit à Shelburne Falls, puis déménage à Malden et ensuite à Wilmington. Dans une interview de 2016, Russell déclare qu'il a pensé pour la première fois à devenir prêtre en première année
Lorsque Russell est en troisième année, ses parents divorcent ; Russell déménage avec sa mère et ses frères et sœurs à Alpena, Michigan. Il étudie alors l'école paroissiale Saint-Bernard de Clairvaux. Russell est diplômé du lycée d'Alpena (de) en 1977, puis passe un an en France en tant qu'étudiant d'échange,
Après son retour de France, Russell entre au Séminaire Saint-Jean (de) à Boston. Désireux d'apprendre l'espagnol, il se rend au Pérou et en Bolivie avec la Société Saint-Jean et passe un an en Amérique du Sud. Une partie de son temps est consacrée à l'école de langues, l'autre partie est passé dans une famille pauvre
Russell est retourné au Séminaire Saint-Jean vers 1985 pour reprendre ses études. Le 31 janvier 1987, il est ordonné diacre transitoire et est affecté à la paroisse Saint-Joseph à Wakefield, Massachusetts

### Prêtrise
Le 20 juin 1987, Russell est ordonné à la prêtrise pour l'archidiocèse de Boston à la cathédrale de la Sainte-Croix de Boston par l'archevêque Bernard Law
Après son ordination en 1987, l'archidiocèse affecte Russell comme pasteur associé à la paroisse du Sacré-Cœur à West Lynn. En 1992, peu après son arrivée dans une nouvelle affectation à la paroisse Sainte-Eulalie à Winchester, Law demande à Russell de devenir l'un de ses prêtres-secrétaires. En 1993, Law invite Russell à rejoindre le Service diplomatique du Vatican

### Service diplomatique du Vatican
En 1993, Russell se rend à Rome pour entrer à l'Académie pontificale ecclésiastique, le centre de formation des diplomates du Vatican. Il obtient une licence en droit canonique et un doctorat en droit canonique à l'Université pontificale grégorienne à Rome
Le 1er juillet 1997, Russell entre dans le service diplomatique, servant d'abord pendant une courte période à Rome en travaillant avec l'évêque James Harvey. Plus tard, en 1997, Russell est affecté en Éthiopie (en), en Érythrée (en) et à Djibouti. Il y travaille pendant trois ans. En 2000, le Vatican envoie Russell en Turquie (en) et au Turkménistan (en). En 2002, il est transféré à la nonciature apostolique en Suisse, où il assume également les fonctions pastorales d'une paroisse de langue anglaise. En 2005, M. Russell est affecté à la nonciature apostolique au Nigeria (en), où il reste trois ans.
Le 2 mai 2008, le pape Benoît XVI nomme Russell chargé d'affaires de la nonciature apostolique en Chine (en) (située à Taïwan, en République de Chine), faisant de lui le chef de la mission diplomatique.

### Nonce apostolique/archevêque
Le 19 mars 2016, le pape François nommé Russell nonce apostolique en Turquie (en) et au Turkménistan (en),. Le 3 juin 2016, Russell est consacré archevêque titulaire de Novi (de) dans la cathédrale de la Sainte-Croix à Boston par le cardinal Seán O'Malley, les archevêques Allen Vigneron et Leo Cushley (en) servant de co-consécrateurs. Le poste de nonce apostolique en Azerbaïdjan (en) est ajouté aux responsabilités de Russell le 7 avril 2018,. Russell démissionne de son poste de nonce apostolique le 2 février 2022

### Archevêque auxiliaire de Détroit
Le 23 mai 2022, le pape François nomme Russell évêque auxiliaire de Détroit, lui permettant de conserver le titre personnel d'archevêque. Le 7 juillet 2022, il commence son rôle d'évêque auxiliaire. À l'occasion où un archevêque de plein droit est nommé évêque d'un siège diocésain, l'archevêque est personnellement appelé « archevêque-évêque de [nom du siège] ». Dans le cas très rare de Russell, en tant qu'archevêque de plein droit nommé évêque auxiliaire, il devait être personnellement appelé « archevêque auxiliaire de Détroit »
Russell a une dévotion pour le cousin de sa mère Michał Piaszczyński (pl), un prêtre béatifié qui est mort dans le camp de concentration de Sachsenhausen pendant la Seconde Guerre mondiale. Russell parle couramment le français, l'italien, l'espagnol et l'allemand

## Succession apostolique
Paul Fitzpatrick Russell a ordonné les évêques suivants :
- Archevêque Martin Kmetec, O.F.M. Conv. (2021)